# محلی (بوم‌شناسی)
در دانش بوم‌شناسی و جغرافیای زیستی، محلی یا بومی (به انگلیسی: Indigenous) به گونه‌ای ساکن منطقه یا بوم‌سازگانی گفته می‌شود که حضورش در آن به دلیل‌های صرفاً طبیعی بوده است و انسان‌ها در آن نقشی نداشته‌اند. هر یاخته طبیعی (برخلاف یاخته‌های اهلی‌شده) دارای منطقه طبیعی زندگی برای خود است که در آن، محلی خوانده می‌شود. بیرون از این منطقه، یک گونه می‌تواند توسط فعالیت‌های انسانی معرفی شود، که در این صورت به آن «گونه معرفی‌شده» گفته می‌شود.
گونه‌های محلی صرفاً بوم‌زاد نیستند. در زیست‌شناسی و بوم‌شناسی، بوم‌زادی به معنای زیست انحصاری یک گونه در میان زیواگان یک ناحیه است. در حالی که گونهٔ محلی می‌تواند در جاهایی جز ناحیه‌ای که در آن مورد بررسی قرار می‌گیرد، حضور داشته باشد. همچنین، این هر دو مفهوم به معنای فرگشت یافتن یاخته‌های مورد نظر در یک منطقه خاص نیستند.